# Jeggeleben
Jeggeleben ist ein Ortsteil und eine Ortschaft der Stadt Kalbe (Milde) im Altmarkkreis Salzwedel in Sachsen-Anhalt.

## Geographie

### Lage
Jeggeleben, ein Straßendorf mit Kirche, liegt etwa 13 Kilometer nordwestlich der Stadt Kalbe (Milde) in der Altmark.

### Ortschaftsgliederung
Zur Ortschaft Jeggeleben gehören folgende Ortsteile (mit Wohnplätzen):
- Jeggeleben mit Feine Sache und Molkerei
- Mösenthin
- Sallenthin mit Ziegelei Abbau Ader
- Zierau

## Geschichte

### Mittelalter bis Neuzeit
Jeggeleben wurde erstmals 1238 urkundlich als Jeggeleve erwähnt als Graf Siegfried von Osterburg Dörfer und Besitz in der Altmark, mit denen er vorher vom St. Ludgerikloster Helmstedt belehnt worden war, dem Abt Gerhard von Werden und Helmstedt überschreibt. Im Landbuch der Mark Brandenburg von 1375 wird der Ort als Jekeleue aufgeführt. Später hatte auch das Kloster Diesdorf hier Besitz.

### Herkunft des Ortsnamens
Franz Mertens erläutert die beiden Wortstämme so: Im ersten Teil ist ein Eigenname zu suchen. Giki oder Gich vom Stamme gig, altnordisch gyrg Riese, ein sächsischer Kosename. Das leve oder leben im zweiten Teil steht für Gut oder Erbteil. Übersetzt heißt der Ort damit Jeggiserbe.

### Eingemeindungen
Ursprünglich gehörte das Dorf zum Arendseeischen Kreis der Mark Brandenburg in der Altmark. Zwischen 1807 und 1813 lag der Ort im Kanton Groß Apenburg auf dem Territorium des napoleonischen Königreichs Westphalen. Nach weiteren Änderungen gehörte die Gemeinde Jeggeleben ab 1816 zum Landkreis Salzwedel.
Die Gemeinden Mösenthin und Zierau wurden am 20. Juli 1950 nach Jeggeleben eingemeindet. Am 25. Juli 1952 wurde die Gemeinde Jeggeleben aus dem Landkreis Salzwedel in den Kreis Kalbe (Milde) umgegliedert. Die Gemeinde Sallenthin wurde am 1. August 1973 aus dem Kreis Kalbe (Milde) nach Jeggeleben eingemeindet. Am 1. Januar 1988, mit der Auflösung des Kreises, wurde Jeggeleben dem Kreis Salzwedel zugeordnet.
Bis zum 31. Dezember 2010 war Jeggeleben eine eigenständige Gemeinde mit den Ortsteilen Jeggeleben, Mösenthin, Sallenthin und Zierau. Dann wurde sie per Gesetz nach Kalbe (Milde) eingemeindet. Jeggeleben wurde zu einer Ortschaft mit den Ortsteilen Jeggeleben, Mösenthin, Sallenthin und Zierau.

### Einwohnerentwicklung
| Jahr | Einwohner |
| ---- | --------- |
| 1734 | 074       |
| 1774 | 080       |
| 1789 | 072       |
| 1798 | 102       |
| 1801 | 088       |
| 1818 | 071       |
| 1840 | 123       |
| 1864 | 171       |

| Jahr | Einwohner |
| ---- | --------- |
| 1871 | 177       |
| 1885 | 182       |
| 1892 | [00]185   |
| 1895 | 199       |
| 1900 | [00]187   |
| 1905 | 190       |
| 1910 | [00]177   |
| 1925 | 195       |

| Jahr | Einwohner |
| ---- | --------- |
| 1939 | 178       |
| 1946 | 684       |
| 1964 | 501       |
| 1971 | 493       |
| 1981 | 547       |
| 1993 | 469       |
| 2006 | 397       |
| 2015 | 098       |

| Jahr | Einwohner |
| ---- | --------- |
| 2016 | 88        |
| 2017 | 94        |
| 2018 | 93        |
| 2020 | [00]86    |
| 2021 | [00]88    |
| 2022 | [0]83     |
| 2023 | [0]83     |

Quelle, wenn nicht angegeben, bis 2006 und 2015 bis 2018

## Religion
Die evangelische Kirchengemeinde Jeggeleben, die früher zur Pfarrei Jeggeleben gehörte, wird heute betreut vom Pfarrbereich Fleetmark-Jeetze im Kirchenkreis Salzwedel im Bischofssprengel Magdeburg der Evangelischen Kirche in Mitteldeutschland. Die ältesten überlieferten Kirchenbücher für Jeggeleben stammen aus dem Jahre 1617.
Die katholischen Christen gehören zur Pfarrei St. Laurentius in Salzwedel im Dekanat Stendal im Bistum Magdeburg.

## Politik

### Ortsbürgermeister
Ortsbürgermeister der Ortschaft Jeggeleben ist Ulf-Henrik Lühmann.

### Ortschaftsrat
Bei der Ortschaftsratswahl am 26. Mai 2019 errang die Wählergemeinschaft Jeggeleben alle 5 Sitze. Gewählt wurden 5 Ortschaftsräte.

## Kultur und Sehenswürdigkeiten
- Die evangelische Dorfkirche Jeggeleben ist ein frühgotischer Feldsteinbau mit eingezogenem rechteckigem Chor.[22] Die Dorfkirche Mösenthin ist eine rechteckige Saalkirche aus Feldsteinmauerwerk, vermutlich aus der zweiten Hälfte des 13. Jahrhunderts.